# Isidoro Hernández
Isidoro Hernández González (Sevilla, 1847 - Sevilla, 25 de octubre de 1888) fue un compositor y director de orquesta español. Como creador cultivó el piano, la canción lírica y la zarzuela y gozó de gran popularidad.

## Carrera compositiva
Isidoro Hernández compuso y publicó sus canciones líricas mayoritariamente en forma de álbumes (dotados de unidad temática o estética) aunque también editó algunas piezas de manera independiente. Su producción musical en este ámbito hace que Celsa Alonso -estudiosa de la canción lírica española- haya considerado a Hernández un “compositor fundamental en el género cancionístico […] desde los años sesenta hasta su muerte en 1888”.
En el corpus de canciones publicadas por Hernández además de obras de su autoría se encuentran recopilaciones de temas de otros autores y canciones populares harmonizadas por él. Practicó todas las modas del momento: habanera (El cancionero cubano, 1871), nocturno (Seis nocturnos para piano con poesía recitada ad libitum, 1875), melodía neo-romántica (Álbum Bécquer, 1875), canción andalucista (Andalucía, 1866, Flores de Andalucía, 1871, Perlas gaditanas, 1876, o La gracia de Andalucía, 1880) o canción morisca (Ecos del Harem, 1874 o Granada, 1877) e incluso canciones infantiles (Ecos infantiles, 1887). Su estilo va desde el andalucismo estereotipado y el refinamiento de sus canciones moriscas al criollismo de sus habaneras y al romanticismo de sus melodías sobre rimas de Bécquer.
En cuanto a sus abundantes composiciones para el teatro lírico, mayoritariamente concentradas en las décadas de los años 1870 y 1880, suelen ajustarse al modelo del teatro por horas, con partituras breves en las que abundan los números bailables o las intervenciones cantadas de estilo andaluz o americano. Algunos títulos destacados de entre su producción son Una aventura en Siam (1869, refundida en 1876), Abelardo y Eloísa (1870), Un sevillano en La Habana (1872), El sargento Boquerones (1876), Dudas y celos (1878), Torear por lo fino (1881), Toros de puntas (1885), De Madrid a la Luna (1886, colaboración con Tomás y Manuel Fernández Grajal), Toros en Vallecas (1887) o Efectos de la Gran Vía (1887), esta última una consecuencia de la celebérrima La Gran Vía (1886) de Federico Chueca y Joaquín Valverde. Emilio Casares ha considerado que en su estilo como compositor lírico predomina un populismo de sabor andaluz y aflamencado.
Hernández desarrolló otra actividad musical relacionada con la música teatral, ya desde la década de 1850: la realización de reducciones para canto y piano de zarzuelas. El catálogo de títulos para los que preparó ediciones comerciales incluía a los más célebres maestros de la generación anterior como Francisco Asenjo Barbieri, Joaquín Gaztambide, Emilio Arrieta y Cristóbal Oudrid junto a algunos compositores más próximos en edad como Miguel Marqués, Ruperto Chapí o Federico Chueca. Relacionada con esta tarea más técnica también desarrolló otra labor más creativa componiendo piezas para piano sobre motivos de óperas y de zarzuelas conocidas (por ejemplo, El veloz club, álbum de baile para piano sobre motivos de El potosí submarino de Emilio Arrieta o Polka, Rigodones y Valses de La tempestad de Ruperto Chapí); las ediciones de las reducciones para canto y piano de las zarzuelas y las de los arreglos sobre motivos de esas mismas obras formaban parte de un mismo proyecto editorial.
La carrera de Isidoro Hernández se truncó de forma inesperada en plena madurez, aunque según la voz que se le dedicó en la Enciclopedia Espasa murió en la más absoluta miseria.